# Ipomoea minutiflora
Ipomoea minutiflora är en vindeväxtart som först beskrevs av M. Mart. och Gal., och fick sitt nu gällande namn av Homer Doliver House. Ipomoea minutiflora ingår i släktet praktvindor, och familjen vindeväxter. Inga underarter finns listade i Catalogue of Life.